# آدم سكوت
آدم سكوت (بالإنجليزية: Adam Scott)‏ هو لاعب غولف أسترالي، ولد في 16 يوليو 1980 في أديلايد في أستراليا.

## وصلات خارجية
- الموقع الرسمي
- آدم سكوت على موقع رابطة لاعبي الغولف المحترفين (الإنجليزية)
- آدم سكوت على موقع رابطة أوروبا للاعبي الغولف المحترفين (الإنجليزية)
- آدم سكوت على موقع رابطة اليابان للاعبي الغولف المحترفين (الإنجليزية)
- آدم سكوت على موقع التصنيف العالمي الرسمي للغولف (الإنجليزية)